# Мария Мазовецкая
Мария Мазовецкая (пол. Maria mazowiecka; не ранее 1408 и не позднее 1415 — 14 февраля 1454, Польша) — герцогиня Померании, супруга Богуслава IX, регент Померании в 1446—1449 годах.

## Жизнь
Мария была шестой дочерью князя Земовита IV и Александры, дочери великого князя литовского Ольгерда и сестры польского короля Ягайло.
24 июня 1432 года в Познани Мария вышла замуж за Богуслава IX, герцога Померании, двоюродного брата и наследника Эрика Померанского, короля Дании, Норвегии и Швеции. Брак укрепил союз между Богуславом IX и королём Ягайло против Тевтонского ордена, и в результате они потеряли землю, которая связывала их со Священной Римской империей. Орден пытался предотвратить свадьбу, и Богуславу IX пришлось прибыть в Познань, одетым как паломник.
У супругов было три дочери:
- София (1434 — 24 августа 1497), супруга Эрика II
- Александра (1437 — 17 октября 1451)[1][2], была обручена с Альбрехтом III
- дочь (ум. до 30 ноября 1449), умерла в детстве[3]

После смерти мужа 7 декабря 1446 года Мария стала регентом до 1449 года, когда бывший король Эрик вернулся в Померанию после свержения с тронов трёх своих королевств.
Мария умерла 14 февраля 1454 года. Она была похоронена в часовне Слупского замка. Во время реконструкции в 1788 году её саркофаг был найден и сожжён.